# Los Castillos
Los Castillos är en ort i Argentina.   Den ligger i provinsen Catamarca, i den norra delen av landet, 1 000 km nordväst om huvudstaden Buenos Aires. Los Castillos ligger 1 233 meter över havet och antalet invånare är 195.
Terrängen runt Los Castillos är huvudsakligen kuperad, men åt nordväst är den platt. Runt Los Castillos är det mycket glesbefolkat, med 5 invånare per kvadratkilometer.. Närmaste större samhälle är Los Varela, 6,0 km väster om Los Castillos.
I omgivningarna runt Los Castillos växer i huvudsak lövfällande lövskog.